# Oecetis tafo
Oecetis tafo är en nattsländeart som beskrevs av Gibbs 1973. Oecetis tafo ingår i släktet Oecetis och familjen långhornssländor. Inga underarter finns listade i Catalogue of Life.